# Fjällbröstad myrpitta
Fjällbröstad myrpitta (Grallaricula loricata) är en fågel i familjen myrpittor inom ordningen tättingar.

## Utbredning och systematik
Fågeln förekommer enbart i kustbergen i norra Venezuela (Yaracuy till Caracas (Distrito Federal)). Den behandlas som monotypisk, det vill säga att den inte delas in i några underarter.

## Status
IUCN kategoriserar arten som nära hotad.